# Sivry-sur-Meuse
Sivry-sur-Meuse ist eine französische Gemeinde mit 337 Einwohnern (Stand: 1. Januar 2022) im Département Meuse in der Region Grand Est (bis 2015 Lothringen). Sie gehört zum Arrondissement Verdun, zum Kanton Clermont-en-Argonne und zum Kommunalverband Le Val Dunois.

## Geographie
Sivry-sur-Meuse liegt im Südosten der Argonnen, etwa 19 Kilometer nordnordwestlich von Verdun. Die Maas (frz. Meuse) begrenzt die Gemeinde im Westen. Umgeben wird Sivry-sur-Meuse von den Nachbargemeinden Fontaines-Saint-Clair im Norden, Vilosnes-Haraumont im Nordosten, Réville-aux-Bois im Osten, Consenvoye im Südosten und Süden, Dannevoux im Südwesten und Westen sowie noch einmal von Vilosnes-Haraumont im Nordwesten.

## Name
Der Name leitet sich wohl von den römischen Dörfern Superiacus major und Superiacus minor am rechten Ufer der Maas ab.

## Bevölkerungsentwicklung
| Jahr                       | 1962 | 1968 | 1975 | 1982 | 1990 | 1999 | 2006 | 2019 |
| Einwohner                  | 478  | 490  | 425  | 387  | 358  | 343  | 361  | 332  |
| Quellen: Cassini und INSEE |      |      |      |      |      |      |      |      |

## Sehenswürdigkeiten
- Kirche Saint-Rémi aus dem 18. Jahrhundert
- Amerikanischer Militärfriedhof mit Mahnmal von 1928

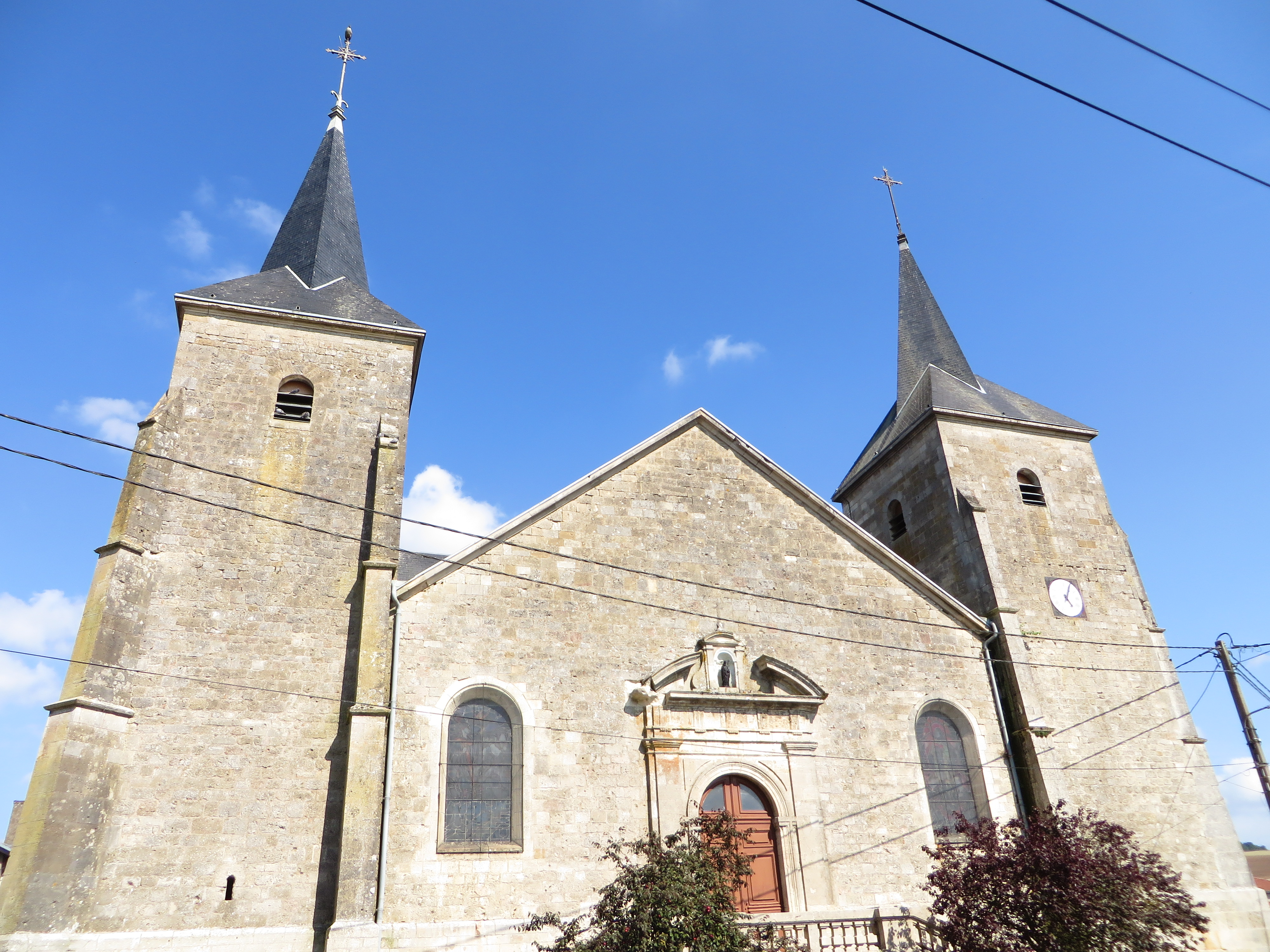
Kirche Saint-Rémi
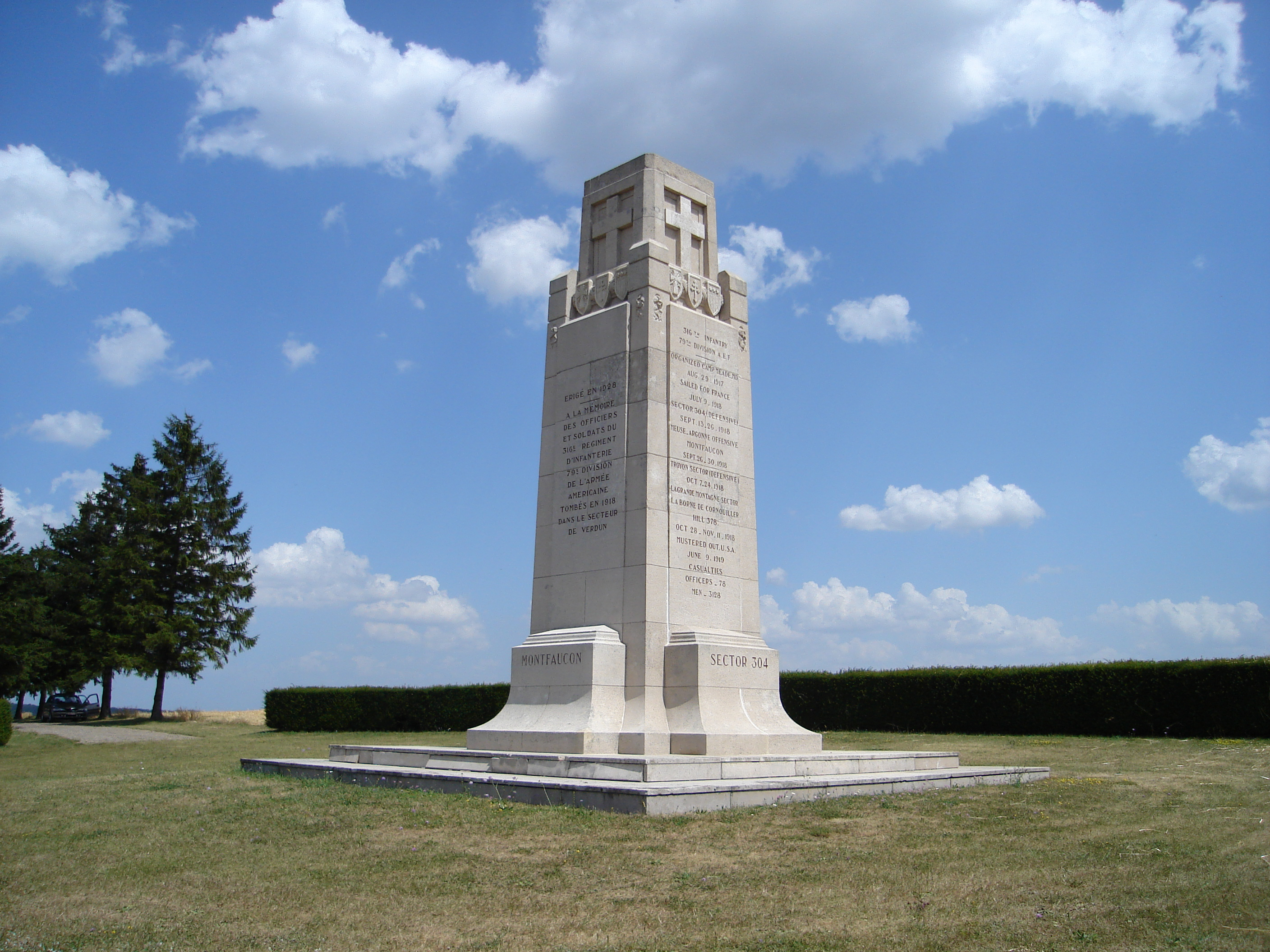
Mahnmal des amerikanischen Militärfriedhofs